# Clathrozoon wilsoni
Clathrozoon wilsoni is een hydroïdpoliep uit de familie Clathrozoidae. De poliep komt uit het geslacht Clathrozoon. Clathrozoon wilsoni werd in 1891 voor het eerst wetenschappelijk beschreven door Spencer. 